# Denticulobasis
Denticulobasis là một chi chuồn chuồn kim trong họ Coenagrionidae.

## Các loài
Denticulobasis có 3 loài:
- Denticulobasis ariken Machado, 2009
- Denticulobasis dunklei Machado, 2009
- Denticulobasis garrisoni Machado, 2009